# Klemen Štimulak
Klemen Štimulak (Celje, 20 de juliol de 1990) és un ciclista eslovè, professional des del 2009. Del seu palmarès destaca el campionat nacional en contrarellotge de 2013.

## Palmarès
- 2013
  -  Campió d'Eslovènia en contrarellotge
- 2014
  - 1r al Giro del Medio Brenta